# نيكون دي 60
نيكون دي 60 (بالإنجليزية: Nikon D60) كاميرا احترافية من إنتاج شركة نيكون 10.2 ميجا بيكسل وقد طرحت في السوق في يناير 2008